# Ісакій (Гдашицький)
 Ісакій, у світі Яцко (Яким) Гдашицький (? — після 1 серпня 1535) — український шляхтич, православний релігійний діяч.

## З життєпису
У гербівнику о. Каспера Несецького відсутня згадка про рід Гдашицьких.
З ініціативи Бернарда Вільчека галицький шляхтич Яків (Яцко) Гдащицький, «знайшовши дорогу до польських панів» 21 березня 1522 року був призначений православним намісником Львівської, Галицької, Коломийської, Кам'янецької, Снятинської, згодом Жидачівської округ.
1 вересня 1522 король на прохання деяких панів, згодою Бернарда Вільчека надав Гдашицькому також посаду архимандрита у Львові. Окремими грамотами повідомив про це громаду та місцевих урядників, доручив їм допомагати новому архимандриту. Спочатку митрополит Йосиф Русин наклав на Гдашицького «інтердикт» за те, що той посів намісництво та архимандрію без його відома. Але на початку 1526 видав грамоту, якою скасував свій «інтердикт» щодо намісника Ісакія Гдашицького.
Прихильниками Гдашицького були Отто Ходецький (руський воєвода та львівський староста) та галицький староста з роду Ходецьких (Денис Зубрицький стверджував, що другим Ходецьким був його брат — коронний маршалок Станіслав Ходецький), яким король окремою грамотою доручив допомагати новому наміснику. Вони це робили, можливо, через те, що раніше старости мали права номінувати намісника, від яких їх забрали архиєпископи. Може, отримували винагороду від Гдашицького.
Діяльність Гдашицького на благо пастви стала несподіванкою для його номінатора Вільчека, тому той зміг добитись від короля видати привілей щодо відібрання у нього посади та наказу Ходецьким не допомагати наміснику. Невідомо, чи єпископ Ісакій виконав цей присуд, бо надалі перебував у своїй резиденції — Святоюрському монастирі.